# Acinonyx jubatus
El guepardo o chita (Acinonyx jubatus) es una especie de mamífero carnívoro de la familia de los félidos. Es el único representante vivo del género Acinonyx. Caza gracias a su vista y a su gran velocidad. Es el animal terrestre más veloz, ya que alcanza una velocidad punta de 29 m/s (104 km/h) a lo largo de un recorrido de 201,2 m. Las hembras pueden tener hasta cinco cachorros por camada. Su presa principal es la gacela de Thomson.
El nombre guepardo (guépard en francés, ghepardo en italiano y Gepard en alemán) proviene del griego γατόπαρδος gatopardos y del latín medieval gattus pardus, con el significado de «gato leopardo».

## Descripción

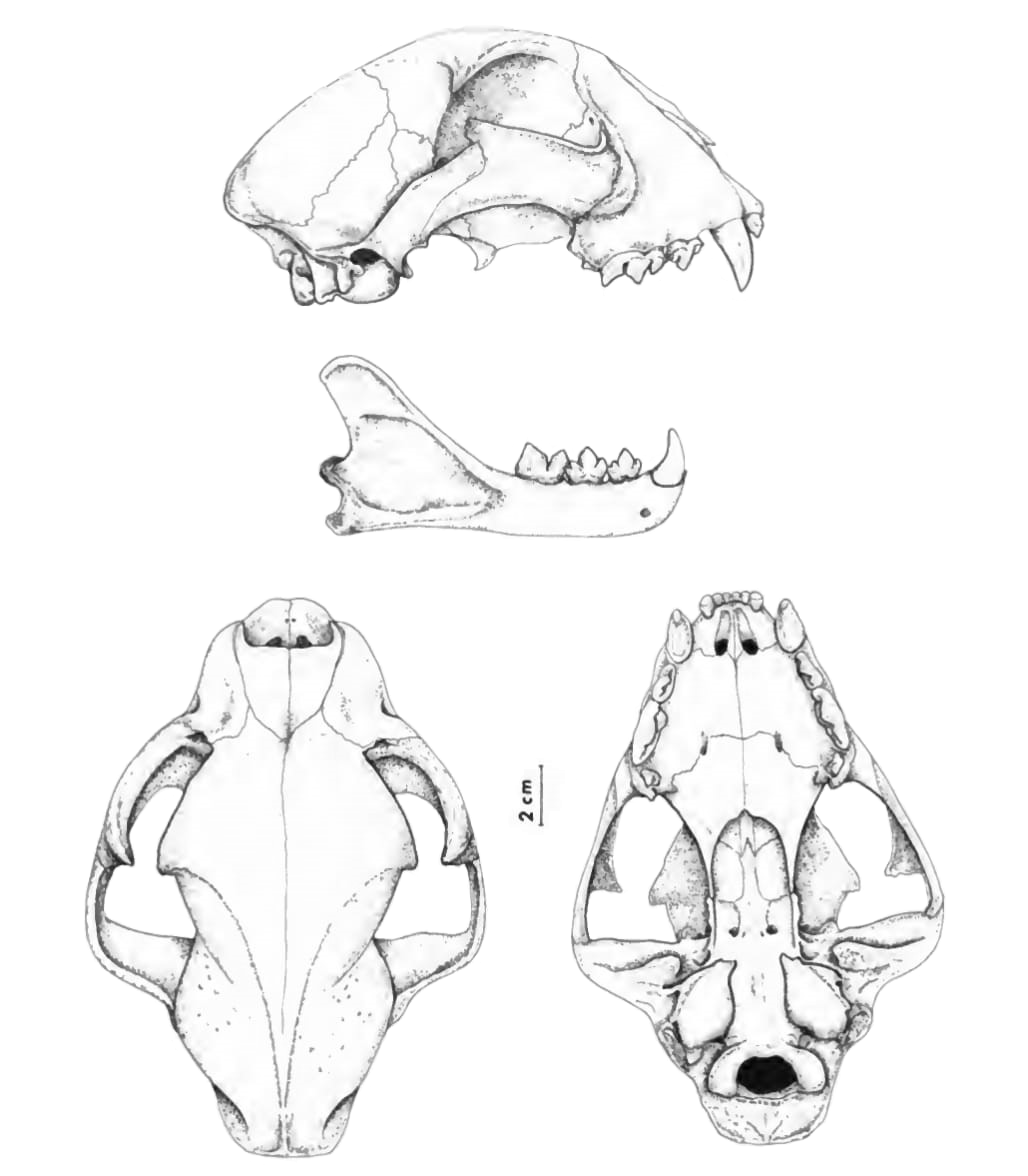
Vistas lateral, dorsal y ventral de un cráneo y lateral de una mandíbula de guepardo.

Es un felino de gran tamaño: mide entre 110 y 150 cm de longitud, a lo cual hay que añadir una cola de entre 55 a 80 cm. Su altura a la cruz es de 74 a 90 cm y pesa entre 21 y 65 kg; los machos son de un tamaño mayor que las hembras. Las hembras de guepardo tienen un índice de masa corporal menor que el de los machos.
El guepardo posee una anatomía especializada para la carrera. Sus pasajes nasales son muy amplios para absorber más oxígeno y ayudar a enfriar el cuerpo y cabeza manteniendo la nariz fría. Además, posee una larga cola, que puede alcanzar la mitad de la longitud de su cuerpo, lo cual le da estabilidad en la persecución. Sus garras son semi-retráctiles, a diferencia de las de los demás félidos, las cuales son completamente retráctiles: esta característica mejora su tracción en altas velocidades. Sus huesos de las extremidades son remarcablemente alargados en general, con la tibia y el radio siendo ligeramente más largos que el fémur y el húmero (Ayudando a extender la zancada y a moverse velozmente), y aun así, éstos son fuertes para poder soportar las fuerzas de reacción del suelo al moverse velozmente. La mayor parte de su masa muscular locomotora se concentra cerca del cuerpo y se va reduciendo a medida que nos vamos acercando a las muñecas y tobillos.El guepardo tiene más musculosas las extremidades posteriores en comparación a las anteriores (19.8 vs 15.1 % de su masa corporal). La región lumbar es relativamente larga y musculosa, lo cual le da la flexibilidad a su espalda para ayudarle a extender más la zancada. El calcáneo es largo, lo cual le ayuda a generar más torque sobre la articulación del tobillo.La concentración de fibras musculares tipo IIx es más alta en el guepardo que en otras especies de mamíferos, incluidos otros félidos, junto con una actividad LDH muy alta que indica una alta capacidad glucolítica y anaeróbica. La mandíbula y el maxilar son cortos, lo cual reduce el peso de la cabeza sin comprometer la fuerza de mordida, aunque los dientes están reducidos en comparación a otros félidos.
Los guepardos tienen células de Betz agrandadas en la corteza motora e innervando las fibras musculares, especialmente dendritas más largas y segmentos dendríticos más numerosos, probablemente para ajustar sus fibras musculares de contracción rápida predominantes.
Los guepardos tienen un ritmo cardíaco rápido, con un promedio de 126-173 latidos por minuto en descanso sin arritmia.
Se ha analizado el tejido muscular en el guepardo y se ha encontrado que entre machos y hembras hay poca diferencia en la concentración de fibras musculares tipo IIx, concentración de glucógeno, así como en la actividad de la enzima LDH anaeróbica. En contraste a los humanos, donde las mujeres tienen una actividad de la enzima LDH mucho menor que las de los hombres, aunque la concentración de fibras musculares tipo IIx fue similar entre hombres y mujeres. Los machos de guepardo tienen un área transversal de sus fibras mayor que en las hembras.
Como cualquier otro félido, los guepardos poseen fibras musculares relativamente más potentes que las de otros grupos animales y que las fibras musculares de atletas humanos.
Cuando nace tiene una abundante melena clara sobre el dorso, en contraste con la mayoría de los felinos. Este es un mecanismo evolutivo que hace que se puedan camuflar con el entorno en una edad en la que el animal es extremadamente vulnerable, teniendo en cuenta que los principales rivales de caza del guepardo (leones y hienas principalmente) matarán a una cría de guepardo si se encuentran con ella,aprovechando su fragilidad, de cara a eliminar a un futuro rival.
El guepardo es el animal terrestre más veloz del mundo en distancias cortas: corre a una velocidad máxima de 29 m/s (104 km/h)(Puede pasar de 0 a 97 km/h en menos de tres segundos), aunque, si no alcanza su presa en menos de unos cuatrocientos metros, abandona la persecución. Debe hacerlo pues sus características físicas no le permiten tener una resistencia que usualmente vaya más allá de esta distancia, especialmente debido al sobrecalentamiento de su cuerpo. Si el intento de caza ha sido exitoso, deberá buscar de inmediato una zona con sombra a la que llevar a su presa, para evitar a los carroñeros como hienas manchadas.
No es un animal especialmente social y suele ser solitario. Sin embargo, no es extraño encontrar pequeñas manadas compuestas por hasta cinco o seis guepardos, estas suelen ser las que tienen mayores posibilidades de sobrevivir al colaborar en la caza.
A pesar de ser un depredador, es un animal especialmente vulnerable, lo que conlleva que tan solo uno de cada diez guepardos recién nacidos lleguen a la etapa adulta.
Los guepardos tienen un sistema inmune adaptativo y un sistema inmune innato inducido más pobres que los leopardos pero un mejor sistema inmune innato constitutivo, como es mostrado por los niveles más bajos de inmunoglobulina G y Suero Amiloide A pero unos niveles más altos de Lisozima y una mayor capacidad de matar bacterias. Su sistema inmune innato constitutivo compensaría su baja variación del Complejo de Histocompatibilidad Mayor y más pobre adaptabilidad inmune. Los guepardos en la naturaleza no parecen sufrir de enfermedades infecciosas.Adicionalmente, los guepardos tienen niveles más bajos de cortisol que los leopardos bajo situaciones de estrés, lo cual indica una mejor respuesta al estrés fisiológico.

## Población
El guepardo es uno de los felinos que tienen mayor riesgo de desaparecer puesto que sus cifras se han reducido a más del 50 % en los últimos veinticinco años y su hábitat ha desaparecido un 90 %. En el año 2020 se estimó que quedaban menos de siete mil guepardos en libertad.

## Filogenia y evolución
| linaje del lince | Lynx |
|                  | Lynx |

| Acinonyx    | Acinonyx jubatus (Guepardo) |
|             | Acinonyx jubatus (Guepardo) |
|             | \| Puma \| Puma concolor (Puma concolor) \| \| \| Puma concolor (Puma concolor) \| \| Herpailurus \| Herpailurus yagouaroundi (Jaguarundi) \| \| \| Herpailurus yagouaroundi (Jaguarundi) \| |
|             | |
| Puma        | Puma concolor (Puma concolor) |
|             | Puma concolor (Puma concolor) |
| Herpailurus | Herpailurus yagouaroundi (Jaguarundi) |
|             | Herpailurus yagouaroundi (Jaguarundi) |

| Puma        | Puma concolor (Puma concolor)         |
|             | Puma concolor (Puma concolor)         |
| Herpailurus | Herpailurus yagouaroundi (Jaguarundi) |
|             | Herpailurus yagouaroundi (Jaguarundi) |

| Acinonyx    | Acinonyx jubatus (Guepardo) |
|             | Acinonyx jubatus (Guepardo) |
|             | \| Puma \| Puma concolor (Puma concolor) \| \| \| Puma concolor (Puma concolor) \| \| Herpailurus \| Herpailurus yagouaroundi (Jaguarundi) \| \| \| Herpailurus yagouaroundi (Jaguarundi) \| |
|             | |
| Puma        | Puma concolor (Puma concolor) |
|             | Puma concolor (Puma concolor) |
| Herpailurus | Herpailurus yagouaroundi (Jaguarundi) |
|             | Herpailurus yagouaroundi (Jaguarundi) |

| Puma        | Puma concolor (Puma concolor)         |
|             | Puma concolor (Puma concolor)         |
| Herpailurus | Herpailurus yagouaroundi (Jaguarundi) |
|             | Herpailurus yagouaroundi (Jaguarundi) |

| Linaje del gato doméstico | Felis                                                       |
|                           | Felis                                                       |
| Linaje del leopardo       | \| \| Otocolobus \| \| \| \| \| \| Prionailurus \| \| \| \| |
|                           | \| \| Otocolobus \| \| \| \| \| \| Prionailurus \| \| \| \| |
|                           | Otocolobus                                                  |
|                           |                                                             |
|                           | Prionailurus                                                |
|                           |                                                             |

|  | Otocolobus   |
|  |              |
|  | Prionailurus |
|  |              |

| Acinonyx    | Acinonyx jubatus (Guepardo) |
|             | Acinonyx jubatus (Guepardo) |
|             | \| Puma \| Puma concolor (Puma concolor) \| \| \| Puma concolor (Puma concolor) \| \| Herpailurus \| Herpailurus yagouaroundi (Jaguarundi) \| \| \| Herpailurus yagouaroundi (Jaguarundi) \| |
|             | |
| Puma        | Puma concolor (Puma concolor) |
|             | Puma concolor (Puma concolor) |
| Herpailurus | Herpailurus yagouaroundi (Jaguarundi) |
|             | Herpailurus yagouaroundi (Jaguarundi) |

| Puma        | Puma concolor (Puma concolor)         |
|             | Puma concolor (Puma concolor)         |
| Herpailurus | Herpailurus yagouaroundi (Jaguarundi) |
|             | Herpailurus yagouaroundi (Jaguarundi) |

| Acinonyx    | Acinonyx jubatus (Guepardo) |
|             | Acinonyx jubatus (Guepardo) |
|             | \| Puma \| Puma concolor (Puma concolor) \| \| \| Puma concolor (Puma concolor) \| \| Herpailurus \| Herpailurus yagouaroundi (Jaguarundi) \| \| \| Herpailurus yagouaroundi (Jaguarundi) \| |
|             | |
| Puma        | Puma concolor (Puma concolor) |
|             | Puma concolor (Puma concolor) |
| Herpailurus | Herpailurus yagouaroundi (Jaguarundi) |
|             | Herpailurus yagouaroundi (Jaguarundi) |

| Puma        | Puma concolor (Puma concolor)         |
|             | Puma concolor (Puma concolor)         |
| Herpailurus | Herpailurus yagouaroundi (Jaguarundi) |
|             | Herpailurus yagouaroundi (Jaguarundi) |

| Linaje del gato doméstico | Felis                                                       |
|                           | Felis                                                       |
| Linaje del leopardo       | \| \| Otocolobus \| \| \| \| \| \| Prionailurus \| \| \| \| |
|                           | \| \| Otocolobus \| \| \| \| \| \| Prionailurus \| \| \| \| |
|                           | Otocolobus                                                  |
|                           |                                                             |
|                           | Prionailurus                                                |
|                           |                                                             |

|  | Otocolobus   |
|  |              |
|  | Prionailurus |
|  |              |

| linaje del lince | Lynx |
|                  | Lynx |

| Acinonyx    | Acinonyx jubatus (Guepardo) |
|             | Acinonyx jubatus (Guepardo) |
|             | \| Puma \| Puma concolor (Puma concolor) \| \| \| Puma concolor (Puma concolor) \| \| Herpailurus \| Herpailurus yagouaroundi (Jaguarundi) \| \| \| Herpailurus yagouaroundi (Jaguarundi) \| |
|             | |
| Puma        | Puma concolor (Puma concolor) |
|             | Puma concolor (Puma concolor) |
| Herpailurus | Herpailurus yagouaroundi (Jaguarundi) |
|             | Herpailurus yagouaroundi (Jaguarundi) |

| Puma        | Puma concolor (Puma concolor)         |
|             | Puma concolor (Puma concolor)         |
| Herpailurus | Herpailurus yagouaroundi (Jaguarundi) |
|             | Herpailurus yagouaroundi (Jaguarundi) |

| Acinonyx    | Acinonyx jubatus (Guepardo) |
|             | Acinonyx jubatus (Guepardo) |
|             | \| Puma \| Puma concolor (Puma concolor) \| \| \| Puma concolor (Puma concolor) \| \| Herpailurus \| Herpailurus yagouaroundi (Jaguarundi) \| \| \| Herpailurus yagouaroundi (Jaguarundi) \| |
|             | |
| Puma        | Puma concolor (Puma concolor) |
|             | Puma concolor (Puma concolor) |
| Herpailurus | Herpailurus yagouaroundi (Jaguarundi) |
|             | Herpailurus yagouaroundi (Jaguarundi) |

| Puma        | Puma concolor (Puma concolor)         |
|             | Puma concolor (Puma concolor)         |
| Herpailurus | Herpailurus yagouaroundi (Jaguarundi) |
|             | Herpailurus yagouaroundi (Jaguarundi) |

| Linaje del gato doméstico | Felis                                                       |
|                           | Felis                                                       |
| Linaje del leopardo       | \| \| Otocolobus \| \| \| \| \| \| Prionailurus \| \| \| \| |
|                           | \| \| Otocolobus \| \| \| \| \| \| Prionailurus \| \| \| \| |
|                           | Otocolobus                                                  |
|                           |                                                             |
|                           | Prionailurus                                                |
|                           |                                                             |

|  | Otocolobus   |
|  |              |
|  | Prionailurus |
|  |              |

| Acinonyx    | Acinonyx jubatus (Guepardo) |
|             | Acinonyx jubatus (Guepardo) |
|             | \| Puma \| Puma concolor (Puma concolor) \| \| \| Puma concolor (Puma concolor) \| \| Herpailurus \| Herpailurus yagouaroundi (Jaguarundi) \| \| \| Herpailurus yagouaroundi (Jaguarundi) \| |
|             | |
| Puma        | Puma concolor (Puma concolor) |
|             | Puma concolor (Puma concolor) |
| Herpailurus | Herpailurus yagouaroundi (Jaguarundi) |
|             | Herpailurus yagouaroundi (Jaguarundi) |

| Puma        | Puma concolor (Puma concolor)         |
|             | Puma concolor (Puma concolor)         |
| Herpailurus | Herpailurus yagouaroundi (Jaguarundi) |
|             | Herpailurus yagouaroundi (Jaguarundi) |

| Acinonyx    | Acinonyx jubatus (Guepardo) |
|             | Acinonyx jubatus (Guepardo) |
|             | \| Puma \| Puma concolor (Puma concolor) \| \| \| Puma concolor (Puma concolor) \| \| Herpailurus \| Herpailurus yagouaroundi (Jaguarundi) \| \| \| Herpailurus yagouaroundi (Jaguarundi) \| |
|             | |
| Puma        | Puma concolor (Puma concolor) |
|             | Puma concolor (Puma concolor) |
| Herpailurus | Herpailurus yagouaroundi (Jaguarundi) |
|             | Herpailurus yagouaroundi (Jaguarundi) |

| Puma        | Puma concolor (Puma concolor)         |
|             | Puma concolor (Puma concolor)         |
| Herpailurus | Herpailurus yagouaroundi (Jaguarundi) |
|             | Herpailurus yagouaroundi (Jaguarundi) |

| Linaje del gato doméstico | Felis                                                       |
|                           | Felis                                                       |
| Linaje del leopardo       | \| \| Otocolobus \| \| \| \| \| \| Prionailurus \| \| \| \| |
|                           | \| \| Otocolobus \| \| \| \| \| \| Prionailurus \| \| \| \| |
|                           | Otocolobus                                                  |
|                           |                                                             |
|                           | Prionailurus                                                |
|                           |                                                             |

|  | Otocolobus   |
|  |              |
|  | Prionailurus |
|  |              |

| linaje del lince | Lynx |
|                  | Lynx |

| Acinonyx    | Acinonyx jubatus (Guepardo) |
|             | Acinonyx jubatus (Guepardo) |
|             | \| Puma \| Puma concolor (Puma concolor) \| \| \| Puma concolor (Puma concolor) \| \| Herpailurus \| Herpailurus yagouaroundi (Jaguarundi) \| \| \| Herpailurus yagouaroundi (Jaguarundi) \| |
|             | |
| Puma        | Puma concolor (Puma concolor) |
|             | Puma concolor (Puma concolor) |
| Herpailurus | Herpailurus yagouaroundi (Jaguarundi) |
|             | Herpailurus yagouaroundi (Jaguarundi) |

| Puma        | Puma concolor (Puma concolor)         |
|             | Puma concolor (Puma concolor)         |
| Herpailurus | Herpailurus yagouaroundi (Jaguarundi) |
|             | Herpailurus yagouaroundi (Jaguarundi) |

| Acinonyx    | Acinonyx jubatus (Guepardo) |
|             | Acinonyx jubatus (Guepardo) |
|             | \| Puma \| Puma concolor (Puma concolor) \| \| \| Puma concolor (Puma concolor) \| \| Herpailurus \| Herpailurus yagouaroundi (Jaguarundi) \| \| \| Herpailurus yagouaroundi (Jaguarundi) \| |
|             | |
| Puma        | Puma concolor (Puma concolor) |
|             | Puma concolor (Puma concolor) |
| Herpailurus | Herpailurus yagouaroundi (Jaguarundi) |
|             | Herpailurus yagouaroundi (Jaguarundi) |

| Puma        | Puma concolor (Puma concolor)         |
|             | Puma concolor (Puma concolor)         |
| Herpailurus | Herpailurus yagouaroundi (Jaguarundi) |
|             | Herpailurus yagouaroundi (Jaguarundi) |

| Linaje del gato doméstico | Felis                                                       |
|                           | Felis                                                       |
| Linaje del leopardo       | \| \| Otocolobus \| \| \| \| \| \| Prionailurus \| \| \| \| |
|                           | \| \| Otocolobus \| \| \| \| \| \| Prionailurus \| \| \| \| |
|                           | Otocolobus                                                  |
|                           |                                                             |
|                           | Prionailurus                                                |
|                           |                                                             |

|  | Otocolobus   |
|  |              |
|  | Prionailurus |
|  |              |

| Acinonyx    | Acinonyx jubatus (Guepardo) |
|             | Acinonyx jubatus (Guepardo) |
|             | \| Puma \| Puma concolor (Puma concolor) \| \| \| Puma concolor (Puma concolor) \| \| Herpailurus \| Herpailurus yagouaroundi (Jaguarundi) \| \| \| Herpailurus yagouaroundi (Jaguarundi) \| |
|             | |
| Puma        | Puma concolor (Puma concolor) |
|             | Puma concolor (Puma concolor) |
| Herpailurus | Herpailurus yagouaroundi (Jaguarundi) |
|             | Herpailurus yagouaroundi (Jaguarundi) |

| Puma        | Puma concolor (Puma concolor)         |
|             | Puma concolor (Puma concolor)         |
| Herpailurus | Herpailurus yagouaroundi (Jaguarundi) |
|             | Herpailurus yagouaroundi (Jaguarundi) |

| Acinonyx    | Acinonyx jubatus (Guepardo) |
|             | Acinonyx jubatus (Guepardo) |
|             | \| Puma \| Puma concolor (Puma concolor) \| \| \| Puma concolor (Puma concolor) \| \| Herpailurus \| Herpailurus yagouaroundi (Jaguarundi) \| \| \| Herpailurus yagouaroundi (Jaguarundi) \| |
|             | |
| Puma        | Puma concolor (Puma concolor) |
|             | Puma concolor (Puma concolor) |
| Herpailurus | Herpailurus yagouaroundi (Jaguarundi) |
|             | Herpailurus yagouaroundi (Jaguarundi) |

| Puma        | Puma concolor (Puma concolor)         |
|             | Puma concolor (Puma concolor)         |
| Herpailurus | Herpailurus yagouaroundi (Jaguarundi) |
|             | Herpailurus yagouaroundi (Jaguarundi) |

| Linaje del gato doméstico | Felis                                                       |
|                           | Felis                                                       |
| Linaje del leopardo       | \| \| Otocolobus \| \| \| \| \| \| Prionailurus \| \| \| \| |
|                           | \| \| Otocolobus \| \| \| \| \| \| Prionailurus \| \| \| \| |
|                           | Otocolobus                                                  |
|                           |                                                             |
|                           | Prionailurus                                                |
|                           |                                                             |

|  | Otocolobus   |
|  |              |
|  | Prionailurus |
|  |              |

| linaje del lince | Lynx |
|                  | Lynx |

| Acinonyx    | Acinonyx jubatus (Guepardo) |
|             | Acinonyx jubatus (Guepardo) |
|             | \| Puma \| Puma concolor (Puma concolor) \| \| \| Puma concolor (Puma concolor) \| \| Herpailurus \| Herpailurus yagouaroundi (Jaguarundi) \| \| \| Herpailurus yagouaroundi (Jaguarundi) \| |
|             | |
| Puma        | Puma concolor (Puma concolor) |
|             | Puma concolor (Puma concolor) |
| Herpailurus | Herpailurus yagouaroundi (Jaguarundi) |
|             | Herpailurus yagouaroundi (Jaguarundi) |

| Puma        | Puma concolor (Puma concolor)         |
|             | Puma concolor (Puma concolor)         |
| Herpailurus | Herpailurus yagouaroundi (Jaguarundi) |
|             | Herpailurus yagouaroundi (Jaguarundi) |

| Acinonyx    | Acinonyx jubatus (Guepardo) |
|             | Acinonyx jubatus (Guepardo) |
|             | \| Puma \| Puma concolor (Puma concolor) \| \| \| Puma concolor (Puma concolor) \| \| Herpailurus \| Herpailurus yagouaroundi (Jaguarundi) \| \| \| Herpailurus yagouaroundi (Jaguarundi) \| |
|             | |
| Puma        | Puma concolor (Puma concolor) |
|             | Puma concolor (Puma concolor) |
| Herpailurus | Herpailurus yagouaroundi (Jaguarundi) |
|             | Herpailurus yagouaroundi (Jaguarundi) |

| Puma        | Puma concolor (Puma concolor)         |
|             | Puma concolor (Puma concolor)         |
| Herpailurus | Herpailurus yagouaroundi (Jaguarundi) |
|             | Herpailurus yagouaroundi (Jaguarundi) |

| Linaje del gato doméstico | Felis                                                       |
|                           | Felis                                                       |
| Linaje del leopardo       | \| \| Otocolobus \| \| \| \| \| \| Prionailurus \| \| \| \| |
|                           | \| \| Otocolobus \| \| \| \| \| \| Prionailurus \| \| \| \| |
|                           | Otocolobus                                                  |
|                           |                                                             |
|                           | Prionailurus                                                |
|                           |                                                             |

|  | Otocolobus   |
|  |              |
|  | Prionailurus |
|  |              |

| Acinonyx    | Acinonyx jubatus (Guepardo) |
|             | Acinonyx jubatus (Guepardo) |
|             | \| Puma \| Puma concolor (Puma concolor) \| \| \| Puma concolor (Puma concolor) \| \| Herpailurus \| Herpailurus yagouaroundi (Jaguarundi) \| \| \| Herpailurus yagouaroundi (Jaguarundi) \| |
|             | |
| Puma        | Puma concolor (Puma concolor) |
|             | Puma concolor (Puma concolor) |
| Herpailurus | Herpailurus yagouaroundi (Jaguarundi) |
|             | Herpailurus yagouaroundi (Jaguarundi) |

| Puma        | Puma concolor (Puma concolor)         |
|             | Puma concolor (Puma concolor)         |
| Herpailurus | Herpailurus yagouaroundi (Jaguarundi) |
|             | Herpailurus yagouaroundi (Jaguarundi) |

| Acinonyx    | Acinonyx jubatus (Guepardo) |
|             | Acinonyx jubatus (Guepardo) |
|             | \| Puma \| Puma concolor (Puma concolor) \| \| \| Puma concolor (Puma concolor) \| \| Herpailurus \| Herpailurus yagouaroundi (Jaguarundi) \| \| \| Herpailurus yagouaroundi (Jaguarundi) \| |
|             | |
| Puma        | Puma concolor (Puma concolor) |
|             | Puma concolor (Puma concolor) |
| Herpailurus | Herpailurus yagouaroundi (Jaguarundi) |
|             | Herpailurus yagouaroundi (Jaguarundi) |

| Puma        | Puma concolor (Puma concolor)         |
|             | Puma concolor (Puma concolor)         |
| Herpailurus | Herpailurus yagouaroundi (Jaguarundi) |
|             | Herpailurus yagouaroundi (Jaguarundi) |

| Linaje del gato doméstico | Felis                                                       |
|                           | Felis                                                       |
| Linaje del leopardo       | \| \| Otocolobus \| \| \| \| \| \| Prionailurus \| \| \| \| |
|                           | \| \| Otocolobus \| \| \| \| \| \| Prionailurus \| \| \| \| |
|                           | Otocolobus                                                  |
|                           |                                                             |
|                           | Prionailurus                                                |
|                           |                                                             |

|  | Otocolobus   |
|  |              |
|  | Prionailurus |
|  |              |

| linaje del lince | Lynx |
|                  | Lynx |

| Acinonyx    | Acinonyx jubatus (Guepardo) |
|             | Acinonyx jubatus (Guepardo) |
|             | \| Puma \| Puma concolor (Puma concolor) \| \| \| Puma concolor (Puma concolor) \| \| Herpailurus \| Herpailurus yagouaroundi (Jaguarundi) \| \| \| Herpailurus yagouaroundi (Jaguarundi) \| |
|             | |
| Puma        | Puma concolor (Puma concolor) |
|             | Puma concolor (Puma concolor) |
| Herpailurus | Herpailurus yagouaroundi (Jaguarundi) |
|             | Herpailurus yagouaroundi (Jaguarundi) |

| Puma        | Puma concolor (Puma concolor)         |
|             | Puma concolor (Puma concolor)         |
| Herpailurus | Herpailurus yagouaroundi (Jaguarundi) |
|             | Herpailurus yagouaroundi (Jaguarundi) |

| Acinonyx    | Acinonyx jubatus (Guepardo) |
|             | Acinonyx jubatus (Guepardo) |
|             | \| Puma \| Puma concolor (Puma concolor) \| \| \| Puma concolor (Puma concolor) \| \| Herpailurus \| Herpailurus yagouaroundi (Jaguarundi) \| \| \| Herpailurus yagouaroundi (Jaguarundi) \| |
|             | |
| Puma        | Puma concolor (Puma concolor) |
|             | Puma concolor (Puma concolor) |
| Herpailurus | Herpailurus yagouaroundi (Jaguarundi) |
|             | Herpailurus yagouaroundi (Jaguarundi) |

| Puma        | Puma concolor (Puma concolor)         |
|             | Puma concolor (Puma concolor)         |
| Herpailurus | Herpailurus yagouaroundi (Jaguarundi) |
|             | Herpailurus yagouaroundi (Jaguarundi) |

| Linaje del gato doméstico | Felis                                                       |
|                           | Felis                                                       |
| Linaje del leopardo       | \| \| Otocolobus \| \| \| \| \| \| Prionailurus \| \| \| \| |
|                           | \| \| Otocolobus \| \| \| \| \| \| Prionailurus \| \| \| \| |
|                           | Otocolobus                                                  |
|                           |                                                             |
|                           | Prionailurus                                                |
|                           |                                                             |

|  | Otocolobus   |
|  |              |
|  | Prionailurus |
|  |              |

| Acinonyx    | Acinonyx jubatus (Guepardo) |
|             | Acinonyx jubatus (Guepardo) |
|             | \| Puma \| Puma concolor (Puma concolor) \| \| \| Puma concolor (Puma concolor) \| \| Herpailurus \| Herpailurus yagouaroundi (Jaguarundi) \| \| \| Herpailurus yagouaroundi (Jaguarundi) \| |
|             | |
| Puma        | Puma concolor (Puma concolor) |
|             | Puma concolor (Puma concolor) |
| Herpailurus | Herpailurus yagouaroundi (Jaguarundi) |
|             | Herpailurus yagouaroundi (Jaguarundi) |

| Puma        | Puma concolor (Puma concolor)         |
|             | Puma concolor (Puma concolor)         |
| Herpailurus | Herpailurus yagouaroundi (Jaguarundi) |
|             | Herpailurus yagouaroundi (Jaguarundi) |

| Acinonyx    | Acinonyx jubatus (Guepardo) |
|             | Acinonyx jubatus (Guepardo) |
|             | \| Puma \| Puma concolor (Puma concolor) \| \| \| Puma concolor (Puma concolor) \| \| Herpailurus \| Herpailurus yagouaroundi (Jaguarundi) \| \| \| Herpailurus yagouaroundi (Jaguarundi) \| |
|             | |
| Puma        | Puma concolor (Puma concolor) |
|             | Puma concolor (Puma concolor) |
| Herpailurus | Herpailurus yagouaroundi (Jaguarundi) |
|             | Herpailurus yagouaroundi (Jaguarundi) |

| Puma        | Puma concolor (Puma concolor)         |
|             | Puma concolor (Puma concolor)         |
| Herpailurus | Herpailurus yagouaroundi (Jaguarundi) |
|             | Herpailurus yagouaroundi (Jaguarundi) |

| Linaje del gato doméstico | Felis                                                       |
|                           | Felis                                                       |
| Linaje del leopardo       | \| \| Otocolobus \| \| \| \| \| \| Prionailurus \| \| \| \| |
|                           | \| \| Otocolobus \| \| \| \| \| \| Prionailurus \| \| \| \| |
|                           | Otocolobus                                                  |
|                           |                                                             |
|                           | Prionailurus                                                |
|                           |                                                             |

|  | Otocolobus   |
|  |              |
|  | Prionailurus |
|  |              |

| linaje del lince | Lynx |
|                  | Lynx |

| Acinonyx    | Acinonyx jubatus (Guepardo) |
|             | Acinonyx jubatus (Guepardo) |
|             | \| Puma \| Puma concolor (Puma concolor) \| \| \| Puma concolor (Puma concolor) \| \| Herpailurus \| Herpailurus yagouaroundi (Jaguarundi) \| \| \| Herpailurus yagouaroundi (Jaguarundi) \| |
|             | |
| Puma        | Puma concolor (Puma concolor) |
|             | Puma concolor (Puma concolor) |
| Herpailurus | Herpailurus yagouaroundi (Jaguarundi) |
|             | Herpailurus yagouaroundi (Jaguarundi) |

| Puma        | Puma concolor (Puma concolor)         |
|             | Puma concolor (Puma concolor)         |
| Herpailurus | Herpailurus yagouaroundi (Jaguarundi) |
|             | Herpailurus yagouaroundi (Jaguarundi) |

| Acinonyx    | Acinonyx jubatus (Guepardo) |
|             | Acinonyx jubatus (Guepardo) |
|             | \| Puma \| Puma concolor (Puma concolor) \| \| \| Puma concolor (Puma concolor) \| \| Herpailurus \| Herpailurus yagouaroundi (Jaguarundi) \| \| \| Herpailurus yagouaroundi (Jaguarundi) \| |
|             | |
| Puma        | Puma concolor (Puma concolor) |
|             | Puma concolor (Puma concolor) |
| Herpailurus | Herpailurus yagouaroundi (Jaguarundi) |
|             | Herpailurus yagouaroundi (Jaguarundi) |

| Puma        | Puma concolor (Puma concolor)         |
|             | Puma concolor (Puma concolor)         |
| Herpailurus | Herpailurus yagouaroundi (Jaguarundi) |
|             | Herpailurus yagouaroundi (Jaguarundi) |

| Linaje del gato doméstico | Felis                                                       |
|                           | Felis                                                       |
| Linaje del leopardo       | \| \| Otocolobus \| \| \| \| \| \| Prionailurus \| \| \| \| |
|                           | \| \| Otocolobus \| \| \| \| \| \| Prionailurus \| \| \| \| |
|                           | Otocolobus                                                  |
|                           |                                                             |
|                           | Prionailurus                                                |
|                           |                                                             |

|  | Otocolobus   |
|  |              |
|  | Prionailurus |
|  |              |

| Acinonyx    | Acinonyx jubatus (Guepardo) |
|             | Acinonyx jubatus (Guepardo) |
|             | \| Puma \| Puma concolor (Puma concolor) \| \| \| Puma concolor (Puma concolor) \| \| Herpailurus \| Herpailurus yagouaroundi (Jaguarundi) \| \| \| Herpailurus yagouaroundi (Jaguarundi) \| |
|             | |
| Puma        | Puma concolor (Puma concolor) |
|             | Puma concolor (Puma concolor) |
| Herpailurus | Herpailurus yagouaroundi (Jaguarundi) |
|             | Herpailurus yagouaroundi (Jaguarundi) |

| Puma        | Puma concolor (Puma concolor)         |
|             | Puma concolor (Puma concolor)         |
| Herpailurus | Herpailurus yagouaroundi (Jaguarundi) |
|             | Herpailurus yagouaroundi (Jaguarundi) |

| Acinonyx    | Acinonyx jubatus (Guepardo) |
|             | Acinonyx jubatus (Guepardo) |
|             | \| Puma \| Puma concolor (Puma concolor) \| \| \| Puma concolor (Puma concolor) \| \| Herpailurus \| Herpailurus yagouaroundi (Jaguarundi) \| \| \| Herpailurus yagouaroundi (Jaguarundi) \| |
|             | |
| Puma        | Puma concolor (Puma concolor) |
|             | Puma concolor (Puma concolor) |
| Herpailurus | Herpailurus yagouaroundi (Jaguarundi) |
|             | Herpailurus yagouaroundi (Jaguarundi) |

| Puma        | Puma concolor (Puma concolor)         |
|             | Puma concolor (Puma concolor)         |
| Herpailurus | Herpailurus yagouaroundi (Jaguarundi) |
|             | Herpailurus yagouaroundi (Jaguarundi) |

| Linaje del gato doméstico | Felis                                                       |
|                           | Felis                                                       |
| Linaje del leopardo       | \| \| Otocolobus \| \| \| \| \| \| Prionailurus \| \| \| \| |
|                           | \| \| Otocolobus \| \| \| \| \| \| Prionailurus \| \| \| \| |
|                           | Otocolobus                                                  |
|                           |                                                             |
|                           | Prionailurus                                                |
|                           |                                                             |

|  | Otocolobus   |
|  |              |
|  | Prionailurus |
|  |              |

| linaje del lince | Lynx |
|                  | Lynx |

| Acinonyx    | Acinonyx jubatus (Guepardo) |
|             | Acinonyx jubatus (Guepardo) |
|             | \| Puma \| Puma concolor (Puma concolor) \| \| \| Puma concolor (Puma concolor) \| \| Herpailurus \| Herpailurus yagouaroundi (Jaguarundi) \| \| \| Herpailurus yagouaroundi (Jaguarundi) \| |
|             | |
| Puma        | Puma concolor (Puma concolor) |
|             | Puma concolor (Puma concolor) |
| Herpailurus | Herpailurus yagouaroundi (Jaguarundi) |
|             | Herpailurus yagouaroundi (Jaguarundi) |

| Puma        | Puma concolor (Puma concolor)         |
|             | Puma concolor (Puma concolor)         |
| Herpailurus | Herpailurus yagouaroundi (Jaguarundi) |
|             | Herpailurus yagouaroundi (Jaguarundi) |

| Acinonyx    | Acinonyx jubatus (Guepardo) |
|             | Acinonyx jubatus (Guepardo) |
|             | \| Puma \| Puma concolor (Puma concolor) \| \| \| Puma concolor (Puma concolor) \| \| Herpailurus \| Herpailurus yagouaroundi (Jaguarundi) \| \| \| Herpailurus yagouaroundi (Jaguarundi) \| |
|             | |
| Puma        | Puma concolor (Puma concolor) |
|             | Puma concolor (Puma concolor) |
| Herpailurus | Herpailurus yagouaroundi (Jaguarundi) |
|             | Herpailurus yagouaroundi (Jaguarundi) |

| Puma        | Puma concolor (Puma concolor)         |
|             | Puma concolor (Puma concolor)         |
| Herpailurus | Herpailurus yagouaroundi (Jaguarundi) |
|             | Herpailurus yagouaroundi (Jaguarundi) |

| Linaje del gato doméstico | Felis                                                       |
|                           | Felis                                                       |
| Linaje del leopardo       | \| \| Otocolobus \| \| \| \| \| \| Prionailurus \| \| \| \| |
|                           | \| \| Otocolobus \| \| \| \| \| \| Prionailurus \| \| \| \| |
|                           | Otocolobus                                                  |
|                           |                                                             |
|                           | Prionailurus                                                |
|                           |                                                             |

|  | Otocolobus   |
|  |              |
|  | Prionailurus |
|  |              |

| Acinonyx    | Acinonyx jubatus (Guepardo) |
|             | Acinonyx jubatus (Guepardo) |
|             | \| Puma \| Puma concolor (Puma concolor) \| \| \| Puma concolor (Puma concolor) \| \| Herpailurus \| Herpailurus yagouaroundi (Jaguarundi) \| \| \| Herpailurus yagouaroundi (Jaguarundi) \| |
|             | |
| Puma        | Puma concolor (Puma concolor) |
|             | Puma concolor (Puma concolor) |
| Herpailurus | Herpailurus yagouaroundi (Jaguarundi) |
|             | Herpailurus yagouaroundi (Jaguarundi) |

| Puma        | Puma concolor (Puma concolor)         |
|             | Puma concolor (Puma concolor)         |
| Herpailurus | Herpailurus yagouaroundi (Jaguarundi) |
|             | Herpailurus yagouaroundi (Jaguarundi) |

| Acinonyx    | Acinonyx jubatus (Guepardo) |
|             | Acinonyx jubatus (Guepardo) |
|             | \| Puma \| Puma concolor (Puma concolor) \| \| \| Puma concolor (Puma concolor) \| \| Herpailurus \| Herpailurus yagouaroundi (Jaguarundi) \| \| \| Herpailurus yagouaroundi (Jaguarundi) \| |
|             | |
| Puma        | Puma concolor (Puma concolor) |
|             | Puma concolor (Puma concolor) |
| Herpailurus | Herpailurus yagouaroundi (Jaguarundi) |
|             | Herpailurus yagouaroundi (Jaguarundi) |

| Puma        | Puma concolor (Puma concolor)         |
|             | Puma concolor (Puma concolor)         |
| Herpailurus | Herpailurus yagouaroundi (Jaguarundi) |
|             | Herpailurus yagouaroundi (Jaguarundi) |

| Linaje del gato doméstico | Felis                                                       |
|                           | Felis                                                       |
| Linaje del leopardo       | \| \| Otocolobus \| \| \| \| \| \| Prionailurus \| \| \| \| |
|                           | \| \| Otocolobus \| \| \| \| \| \| Prionailurus \| \| \| \| |
|                           | Otocolobus                                                  |
|                           |                                                             |
|                           | Prionailurus                                                |
|                           |                                                             |

|  | Otocolobus   |
|  |              |
|  | Prionailurus |
|  |              |

| linaje del lince | Lynx |
|                  | Lynx |

| Acinonyx    | Acinonyx jubatus (Guepardo) |
|             | Acinonyx jubatus (Guepardo) |
|             | \| Puma \| Puma concolor (Puma concolor) \| \| \| Puma concolor (Puma concolor) \| \| Herpailurus \| Herpailurus yagouaroundi (Jaguarundi) \| \| \| Herpailurus yagouaroundi (Jaguarundi) \| |
|             | |
| Puma        | Puma concolor (Puma concolor) |
|             | Puma concolor (Puma concolor) |
| Herpailurus | Herpailurus yagouaroundi (Jaguarundi) |
|             | Herpailurus yagouaroundi (Jaguarundi) |

| Puma        | Puma concolor (Puma concolor)         |
|             | Puma concolor (Puma concolor)         |
| Herpailurus | Herpailurus yagouaroundi (Jaguarundi) |
|             | Herpailurus yagouaroundi (Jaguarundi) |

| Acinonyx    | Acinonyx jubatus (Guepardo) |
|             | Acinonyx jubatus (Guepardo) |
|             | \| Puma \| Puma concolor (Puma concolor) \| \| \| Puma concolor (Puma concolor) \| \| Herpailurus \| Herpailurus yagouaroundi (Jaguarundi) \| \| \| Herpailurus yagouaroundi (Jaguarundi) \| |
|             | |
| Puma        | Puma concolor (Puma concolor) |
|             | Puma concolor (Puma concolor) |
| Herpailurus | Herpailurus yagouaroundi (Jaguarundi) |
|             | Herpailurus yagouaroundi (Jaguarundi) |

| Puma        | Puma concolor (Puma concolor)         |
|             | Puma concolor (Puma concolor)         |
| Herpailurus | Herpailurus yagouaroundi (Jaguarundi) |
|             | Herpailurus yagouaroundi (Jaguarundi) |

| Linaje del gato doméstico | Felis                                                       |
|                           | Felis                                                       |
| Linaje del leopardo       | \| \| Otocolobus \| \| \| \| \| \| Prionailurus \| \| \| \| |
|                           | \| \| Otocolobus \| \| \| \| \| \| Prionailurus \| \| \| \| |
|                           | Otocolobus                                                  |
|                           |                                                             |
|                           | Prionailurus                                                |
|                           |                                                             |

|  | Otocolobus   |
|  |              |
|  | Prionailurus |
|  |              |

| Acinonyx    | Acinonyx jubatus (Guepardo) |
|             | Acinonyx jubatus (Guepardo) |
|             | \| Puma \| Puma concolor (Puma concolor) \| \| \| Puma concolor (Puma concolor) \| \| Herpailurus \| Herpailurus yagouaroundi (Jaguarundi) \| \| \| Herpailurus yagouaroundi (Jaguarundi) \| |
|             | |
| Puma        | Puma concolor (Puma concolor) |
|             | Puma concolor (Puma concolor) |
| Herpailurus | Herpailurus yagouaroundi (Jaguarundi) |
|             | Herpailurus yagouaroundi (Jaguarundi) |

| Puma        | Puma concolor (Puma concolor)         |
|             | Puma concolor (Puma concolor)         |
| Herpailurus | Herpailurus yagouaroundi (Jaguarundi) |
|             | Herpailurus yagouaroundi (Jaguarundi) |

| Acinonyx    | Acinonyx jubatus (Guepardo) |
|             | Acinonyx jubatus (Guepardo) |
|             | \| Puma \| Puma concolor (Puma concolor) \| \| \| Puma concolor (Puma concolor) \| \| Herpailurus \| Herpailurus yagouaroundi (Jaguarundi) \| \| \| Herpailurus yagouaroundi (Jaguarundi) \| |
|             | |
| Puma        | Puma concolor (Puma concolor) |
|             | Puma concolor (Puma concolor) |
| Herpailurus | Herpailurus yagouaroundi (Jaguarundi) |
|             | Herpailurus yagouaroundi (Jaguarundi) |

| Puma        | Puma concolor (Puma concolor)         |
|             | Puma concolor (Puma concolor)         |
| Herpailurus | Herpailurus yagouaroundi (Jaguarundi) |
|             | Herpailurus yagouaroundi (Jaguarundi) |

| Linaje del gato doméstico | Felis                                                       |
|                           | Felis                                                       |
| Linaje del leopardo       | \| \| Otocolobus \| \| \| \| \| \| Prionailurus \| \| \| \| |
|                           | \| \| Otocolobus \| \| \| \| \| \| Prionailurus \| \| \| \| |
|                           | Otocolobus                                                  |
|                           |                                                             |
|                           | Prionailurus                                                |
|                           |                                                             |

|  | Otocolobus   |
|  |              |
|  | Prionailurus |
|  |              |

Los parientes más cercanos del guepardo son el puma (Puma concolor) y el jaguarundi (Herpailurus yagouaroundi). Juntos, estas tres especies forman el linaje Puma, uno de los ocho linajes de los felinos existentes; el linaje Puma divergió del resto hace 6.7 Ma. El grupo hermano (cladística) del linaje del Puma es un clado de los gatos pequeños del Viejo Mundo que incluye los géneros Felis, Otocolobus y Prionailurus.

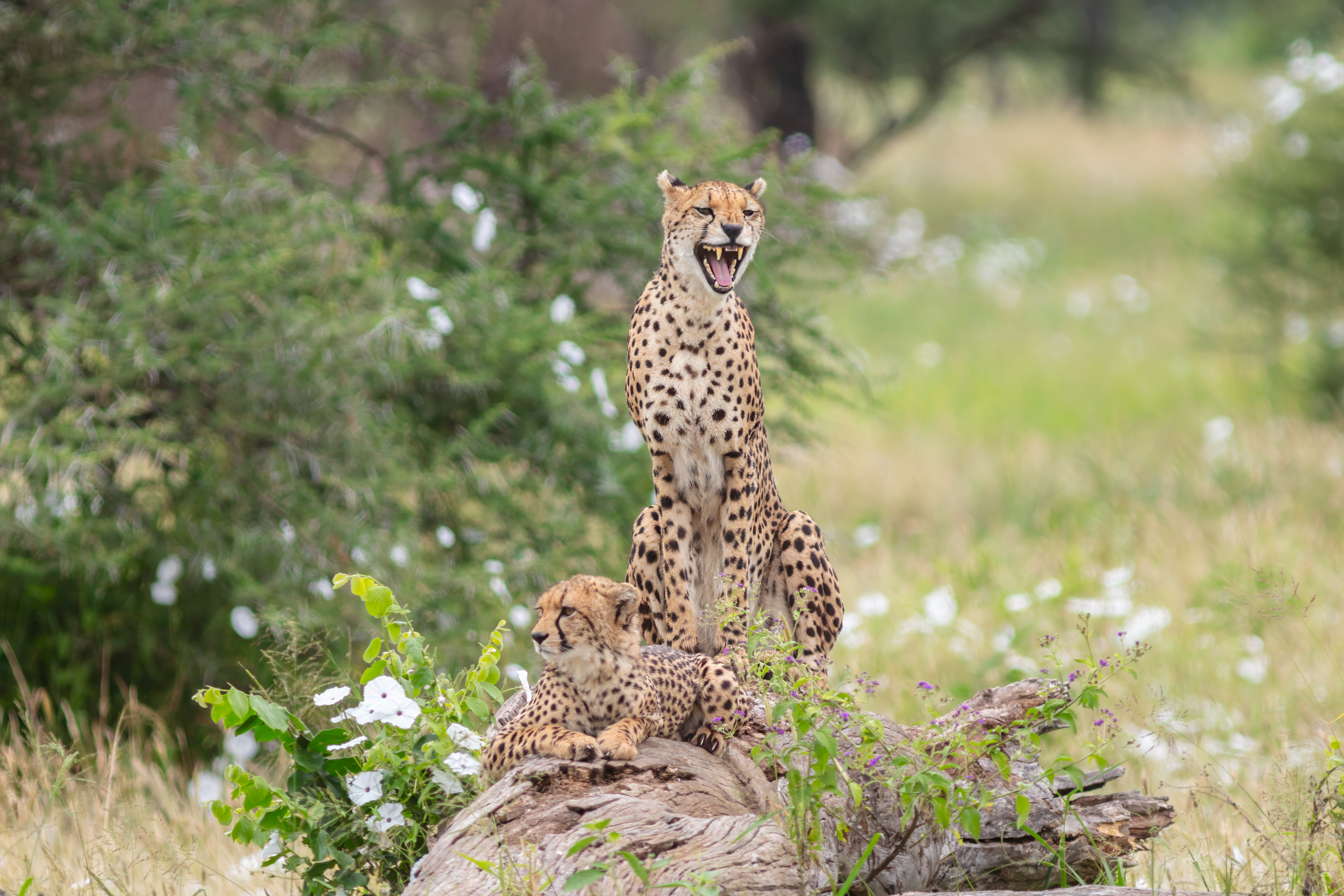
Guepardos en Tarangire, Tanzania.

Las tres especies del linaje Puma pueden haber tenido un ancestro común durante el Mioceno (aproximadamente 8.25 Ma). Algunos sugieren que los guepardos norteamericanos posiblemente migraron a Asia a través del estrecho de Bering, entonces se dispersaron hacia el sur a África a través de Eurasia al menos cien mil años atrás; algunos autores han expresado dudas sobre la ocurrencia de gatos similares a los guepardos en Norteamérica, y en su lugar suponen que los guepardos modernos han evolucionado de poblaciones asiáticas que en algún momento se extendieron a África.
Se cree que los guepardos han sufrido dos cuellos de botella genéticos que redujeron significativamente la variabilidad genética de las poblaciones—una cien mil años atrás (algunos la han correlacionado a una migración de Norteamérica a Asia), y la segunda entre diez mil y doce mil años atrás en África (posiblemente por el evento de extinción del Cuaternario). Según los estudios genéticos más recientes, su reproducción en aquella época se produjo desde un grupo muy reducido, lo que en la actualidad les concede a todos un mapa genético muy parecido.
El guepardo tiene un registro fósil que se extiende por Norteamérica, Europa y Asia.
En el caso particular de los guepardos, se les ha encontrado duplicación genética en genes relacionados al anabolismo y energética para su especialización muscular.
- Cinco genes relacionados con la regulación de la contracción de los músculos esquelético y cardíaco (ADORA1, ADRA1B, CACNA1C, RGS2, SCN5A). [33][41]
- Dos genes relacionados con respuestas mejoradas ante el estrés fisiológico, incluido estrés por calor (ADORA1, TAOK2).[33] [41]
- Cuatro genes relacionados con regulación negativa de los procesos catabólicos (APOC3, DDIT4, PPARA, SUFU).[33][41]

Esta duplicación genética pudo dar pie a nuevas funciones para los genes antes mencionados y esta presión selectiva también pudo contribuir con la baja diversidad genética en esta especie.
En guepardos se ha encontrado varias mutaciones potencialmente dañinas en un gen relacionado con la espermatogénesis (AKAP4). Esto explicaría la alta proporción de esperma anormal que se le ha encontrado a los machos de esta especie.

## Comportamiento de caza
El guepardo es un cazador diurno, el cual se aprovecha tanto de su sigilo como de su piel moteada que le permite camuflarse con la vegetación cercana. Una vez llega el momento indicado, el felino correrá a hacía su presa para abatirla. Sin embargo, debido al gran desgaste de energía que dicha persecución tiene, estas duran menos de un minuto.
Acostumbrado a que los carroñeros de mayor envergadura o fuerza (como la hiena, el león, el leopardo) o incluso el babuino, le roben las piezas que caza, el guepardo se ha habituado a cazar en las horas centrales del día, cuando los otros depredadores duermen. Su estructura física adaptada a la velocidad limita su capacidad de lucha y defensa, ya que su cuerpo es esbelto y fino a expensas de una musculatura potente y la fuerza en sus zarpas lo limitan al momento de enfrentarse a un oponente con dotes más defensivas. Así, es probable que el guepardo sufra una fatal derrota. Por este motivo se retira antes de que esto suceda y de este modo evita ser herido.
A la hora de cazar evita, también, la presencia de los turistas que, en otros momentos menos calurosos del día, suelen estorbar con su curiosidad en el momento decisivo de la caza. El calor hará más corta su carrera y luego todavía tendrá que arrastrar la presa hasta un escondite a la sombra donde quede a salvo de los demás.
Tiene una vista privilegiada, que aprovecha para observar a sus víctimas desde la distancia, tumbado en un promontorio o subiéndose a un árbol. Es paciente y tranquilo: sabe escoger su presa y esperar el momento adecuado.

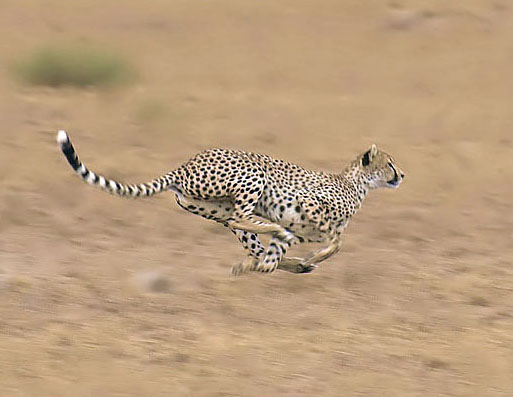
Guepardo corriendo.

El guepardo no se precipita durante la caza. Otros depredadores, como el león cuando está hambriento, desperdician energías corriendo sin mucho tino detrás de las presas. El guepardo, en cambio, espera. Y cuando finalmente empieza a correr, acierta en la mayoría de las ocasiones. Su tasa de éxito se ha estimado en un 53.5 %, frente al 17 % que consigue un león acechando sigilosamente, al cazar ambos gacelas de Thomson adultas. El guepardo logra entre ciento cincuenta y trescientas presas anuales, frente a las treinta o cuarenta que consigue el león.
Los guepardos parecen tener una tasa de éxito en la cacería comparativamente mayor que otros depredadores. Su tasa de éxito cazando gacelas de Thomson de todas las edades es del 70 %, comparado al 57 % de los perros salvajes Africanos, 33 % de las hienas manchadas y 26 % de los leones.Su tasa de éxito cazando impalas es de un 26 % en comparación al 16 % de un leopardo y 15.5 % de un perro salvaje Africano en solitario.
Los guepardos pierden el 13-14 % de sus presas cazadas ante depredadores como leones, hienas y leopardos.
A diferencia del resto de los felinos, sus uñas son parcialmente retráctiles, y le sirven para aumentar la tracción. Puede alcanzar velocidades de veintinueve metros por segundo o ciento cuatro kilómetros por hora, pero su formidable carrera raramente se mantiene más de 400 m. Se ha puesto en duda velocidades en los guepardos de ciento catorce kilómetros por hora, debido más que todo a un método de medición defectuoso. La velocidad más usual del guepardo durante una cacería se ha estimado en ochenta kilómetros por hora.
Los guepardos tienen una extraordinaria aceleración. En línea recta, pueden aumentar hasta 3 m/s y disminuir hasta 4 m/s en una sola zancada. Su aceleración tangencial en línea recta al inicio de la persecución es de hasta 13 m/s², más del doble que un caballo (6 m/s²) y más que un galgo (10 m/s²). Su aceleración centrípeta al girar es de 13 m/s², más del doble que un caballo (6 m/s²). Su velocidad máxima registrada en medio de una cacería es de 93 km/h (25.9 m/s).
Hay formas indirectas de saber lo veloces que son los guepardos. Se sabe que los guepardos pueden alcanzar a jóvenes machos de berrendo y otros antílopes con una ventaja de salida de 100-150 yardas (91-137 m), los cuales comúnmente han sido cronometrados corriendo al lado de un vehículo en línea recta a velocidades de 80 km/h. También pueden alcanzar fácilmente gacelas de Thomson cronometradas a velocidades de 70-80 km/h.
Suele cazar gacelas e impalas, aunque también atrapa crías de otros mamíferos, especialmente de ñu y cebra.
Escoge la táctica de caza en función del terreno y la situación. Si el terreno le permite acercarse sigilosamente, pondrá en práctica toda su habilidad de felino para atacar desde lo más cerca posible, y aprovechar luego la desbandada para lanzarse sobre la víctima más cercana ignorando al resto.
Cuando el terreno es demasiado regular, estudiará la situación desde lejos esperando que algún adulto se retrase o buscando un ejemplar más vulnerable que el resto. Si no tiene más remedio, también puede comenzar la carrera desde lejos, manteniendo una carrera de fondo que separe del grupo a alguna hembra en gestación o a alguna cría a la que atacará enseguida.

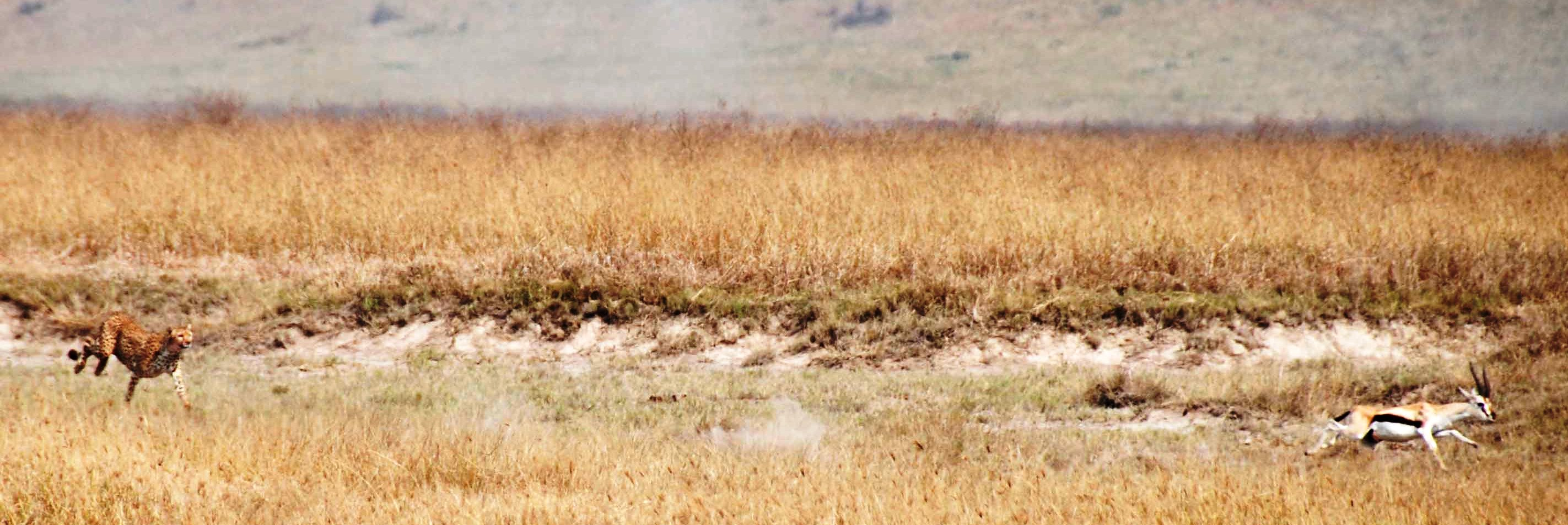
Guepardo persiguiendo a una gacela de Thomson

Aunque no es común, se ha observado ocasionalmente a guepardos consumiendo cadáveres de presas que no fueron cazadas por ellos mismos. Incluso se conoce de un caso de un guepardo que le robó la presa cazada a una hiena manchada. Las causas de esta poco común conducta carroñera son poco claras.

## Reproducción

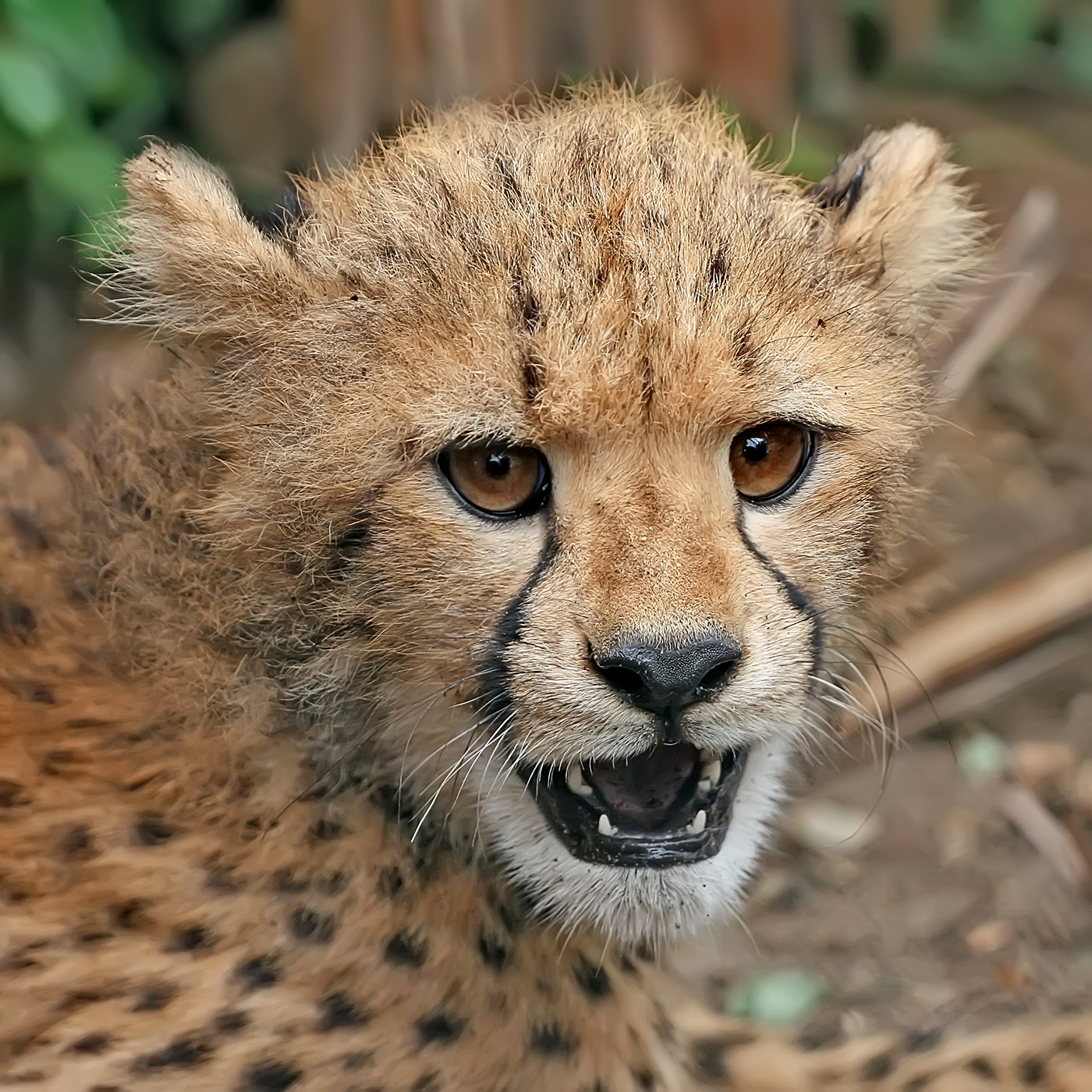
Cría de guepardo.

Los guepardos son polígamos. Terminada la cría de su anterior camada, la hembra buscará uno o varios machos que la fecunden, y dará a luz una camada de entre dos y cuatro crías después de un periodo de gestación de noventa a noventa y cinco días. Las crías suelen pesar unos 300 g.
Tan pronto como la noche se lo permite la madre trasladará a los pequeños de lugar, poniéndolos a salvo de otros depredadores como leones, leopardos, hienas y licaones. Si descubren la camada cuando la madre está cazando, no tendrán ningún problema en incorporar los pequeños a su dieta del día.
Los cachorros no serán capaces de seguir a la madre hasta las cuatro semanas de edad. Los otros animales, el frío y el hambre hacen estragos entre ellos antes de cumplir los tres meses. Solo tres de cada diez sobrevivirán a este periodo.
La hembra se ocupa de los cachorros sin que el macho la ayude en ningún momento. Para enseñarles a cazar suele capturar vivas algunas crías de gacela que luego les ofrece para despertar su instinto de cazadores. A los diez meses, los pequeños ya pueden cazar algunas piezas pequeñas.
Al cumplir un año y medio, la camada pierde todo contacto con la madre, pero siguen juntos hasta el primer celo. Entonces las hembras se separan e inician su solitaria vida. Los machos, en cambio, permanecerán juntos para cazar en grupo de manera más efectiva y defender mejor su territorio, lo cual hace que formen un fuerte vínculo entre ellos. No obstante, a veces se han observado alianzas entre machos no emparentados.
Tiende a padecer estrés, por lo que en los zoológicos se aleja de los visitantes a las madres con crías y suelen mantenerse separados los machos y las hembras hasta el tiempo del celo.

## Vocalización

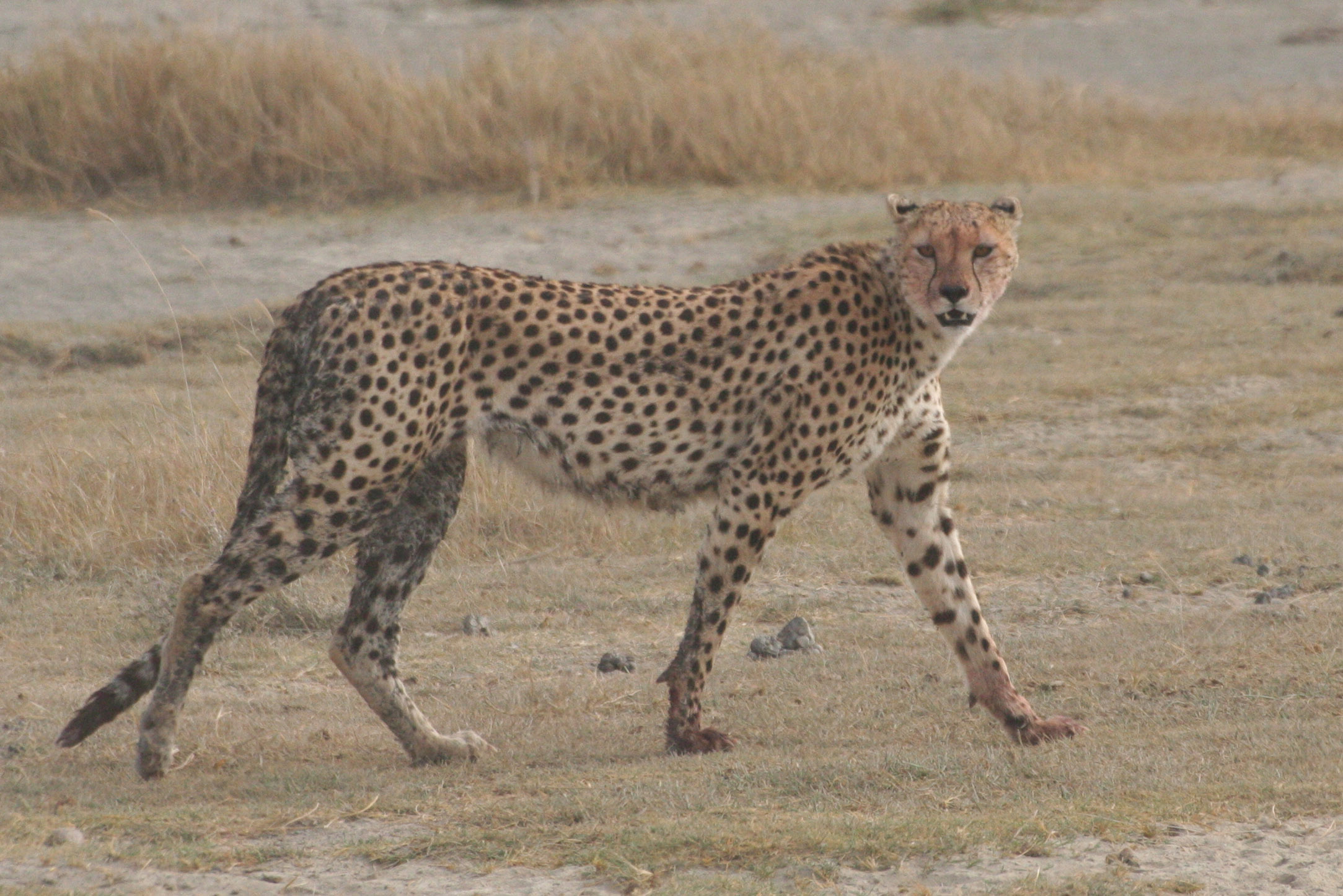
Guepardo caminando en Tanzania.

El guepardo no puede rugir, a diferencia de las especies del género Panthera: emite un sonido agudo, llamado gañido (el guepardo «gaña»), muy parecido al de algunas aves, para hacer posible el encuentro con otros guepardos o con las crías, en el caso de una hembra tras la caza.

## Subespecies
Se reconocen 5 subespecies:

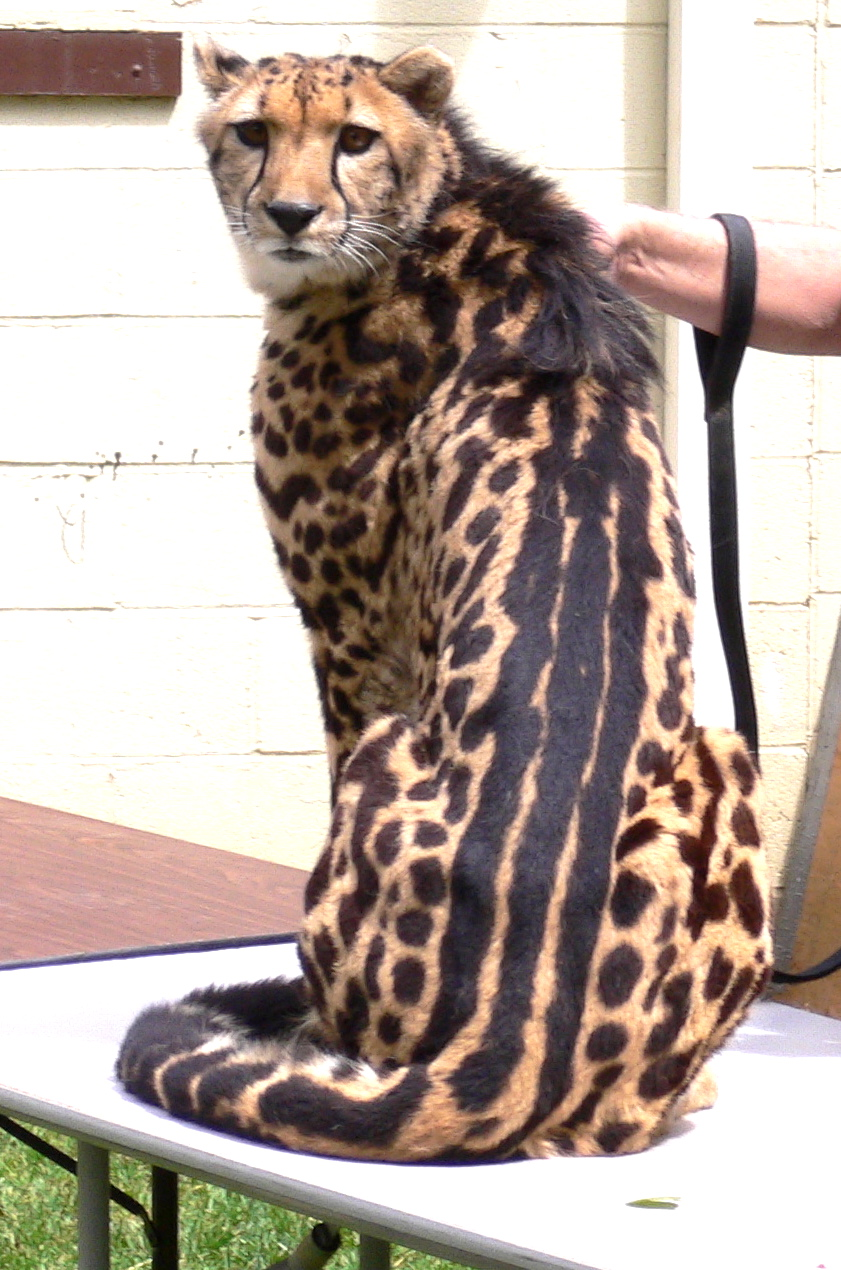
Guepardo real; nótese su pelaje característico.

- Acinonyx jubatus jubatus (guepardo sudafricano)
- Acinonyx jubatus hecki (guepardo del Sahara)
- Acinonyx jubatus raineyi (guepardo tanzano)
- Acinonyx jubatus soemmeringii (guepardo sudanés)
- Acinonyx jubatus venaticus (guepardo asiático)

### Guepardo real
Durante un tiempo, se clasificó erróneamente al guepardo real como Acinonyx rex, cuando en realidad se trata de una mutación que hace que las manchas de su pelaje confluyan en bandas longitudinales y curvas. Por lo tanto, el nombre científico Acinonyx rex no es válido. El gen recesivo debe ser heredado de ambos padres para que la característica se manifieste, siendo una de las razones por las que es tan raro.

## Registro fósil
Los restos fósiles más antiguos de A. jubatus proceden de la Capa I de la Garganta de Olduvai, formada en el Gelasiense (Pleistoceno Inferior), cuyo techo está datado en 1,8 millones de años.

## Importancia económica
La piel de guepardo era considerada como un símbolo de estatus. Hoy, los guepardos tienen una importancia económica creciente para el ecoturismo y también se encuentran en zoológicos. Atraen también la curiosidad de los safaris fotográficos, en los cuales se reúnen a veces hasta quince grupos de personas. Esta intrusión es molesta, pero constituye una alternativa económica a la caza furtiva o al tráfico de animales. 
Los guepardos son mucho menos agresivos que otros felinos grandes y pueden ser domesticados, por lo que los cachorros a veces son vendidos como animales domésticos.
Anteriormente eran cazados —incluso en la actualidad— porque muchos agricultores creen que se comen al ganado. Cuando la especie pasó a estar amenazada, se lanzaron numerosas campañas para tratar de educar a los agricultores y animarlos a conservar al guepardo. Pruebas recientes han mostrado que los guepardos no atacan ni comen al ganado si pueden evitarlo, ya que prefieren sus presas salvajes. Sin embargo, no tienen ningún problema para incluir tierras de labranza como parte de su territorio, lo cual causa a veces conflictos.
Los egipcios antiguos los tenían habitualmente como mascotas y también eran entrenados para cazar: se cree que llevaban los guepardos a los campos de caza, vendados, encapuchados y sostenidos con correas, mientras los perros ponían en retirada a su presa. Cuando la presa estaba lo suficientemente cerca, los guepardos eran probablemente liberados y se les retiraban las vendas. Esta tradición llegó a los antiguos persas y luego a India.